# 해원사터
해원사터는 전라남도 진도군 군내면 둔전리 일대에 있는 고려시대의 절터이다. 2012년 2월 29일 진도군의 향토문화유산(유형유산) 제20호로 지정되었다.

## 개요
해원사터는 진도군 군내면 둔전리 일대에 있는 고려시대의 절터이다.
원래 사찰의 명칭이 해언사(海堰寺)·해안사(海岸寺)·해월사(海月寺) 등으로도 전해내려 오고 있으나 가장 오랜 기록인 이주(李胄)의 『금골산록(金骨山錄)』에 해원사(海院寺)로 기록되고 있다.
해원사지(海院寺址)는 군내면 둔전리 94-1 일대 금골산 아래의 금성초등학교 교정에 위치한다. 1973년 학교주변을 정리하면서 많은 석재와 초석·와편 등이 출토되었다고 한다.
금골산 위에 세 개의 굴이 있는데 맨 밑의 서굴은 창건한 연대를 알 수 없으나 일행(一行)이란 스님이 향나무로 16나한을 조성하여 굴에 안치하고, 굴의 곁에 별도로 고찰 6~7간이 있어 스님들이 거처하고 있다. 또한 동굴의 주사(廚舍)는 모두 비바람에 퇴락되었으나 굴 북쪽 비탈을 깎아서 미륵불을 만들었는데 옛날 군수 유호지(柳好池, 1469~1472)가 만들었다.
이와 같은 해원사에 대한 기록은 『금골산록』에만 있으며 「고기(古記)」로 표기되어 있다. 이로 미루어 해원사는 이때까지 명맥을 유지해 오다가 이후 즉 『금골산록』이 기록된 후인 16세기 이후에 폐찰되었던 것으로 추정된다.

## 같이 보기
- 금성초등학교
- 진도 금골산 오층석탑 (보물 제529호)